# Купонное поле
Купо́нное по́ле — часть банкноты, полностью или частично свободная от графических элементов. Предназначено, как правило, для лучшего распознавания размещаемых на нём водяных знаков.
На банкнотах XIX — первой половины XX века купонное поле чаще всего имело вид «окошка», окружённого графическими элементами:
- 1000 румынских леев 1943 года
(поле в центре)
- 50 литов 1928 года
(поле сбоку)
- 20 албанских франгов 1939 года
(два поля)
- 50 франков Западной Африки 1924 года
(фигурное поле в нижней части)

Позднее получили распространение банкноты, где купонное поле художественно не выделялось:
- 100 советских рублей 1947 года
(поле слева)
- 3 таджикских сомони 2010 года
(поле справа)
- 1000 рублей 1995 года
(два поля)
- 200 белорусских рублей 2009 года
(поле внутри)